# Jean-Pierre Papin
Jean-Pierre Roger Guillaume Papin, född 5 november 1963 i Boulogne-sur-Mer, är en fransk fotbollsspelare som fick Ballon d'Or. Han spelade fotboll mellan 1983 och 2009 samt var tränare i olika klubbar mellan 2004 och 2010.
Papin har spelat för bland annat Olympique Marseille, AC Milan och Bayern München.

## Meriter

### Klubblag
- Uefa Champions League: 1994
- UEFA Cupen: 1996
- Ligue 1: 1989, 1990, 1991, 1992
- Coupe de France: 1989
- Serie A: 1993, 1994
- Italienska supercupen: 1992
- Belgiska cupen: 1986

### Landslag
- VM i fotboll: 1986
  - VM-brons 1986
- EM i fotboll: 1992

### Utmärkelser
- Skytteliga vinnare Ligue 1: 1988, 1989, 1990, 1991, 1992
- Årets spelare i Frankrike: 1989, 1991
- Ballon d'Or: 1991
- Bäste målskytt i europeiska cuper: 1990, 1991, 1992
- Uttagen i FIFA 100